# Grigore Balș
Grigore Balș (n. 21 mai 1826 – d. 16 februarie 1895) a fost un politician român, ministru de finanțe al României în guvernele Vasile Sturdza (de la Iași, între 24 ianuarie - 6 martie 1859) și apoi în guvernul Barbu Catargiu, între 22 ianuarie și 24 iunie 1862, și ulterior Președintele Camerei Deputaților din România.